# Xysticus ferrugineus
De Xysticus ferrugineus (tên tiếng Anh: prachtstruikkrabspin) là một loài nhện trong họ Thomisidae.
Loài này thuộc chi Xysticus. De prachtstruikkrabspin được miêu tả năm 1876 bởi Menge.